# Im Schreiben eingerichtet. Thomas Mann und sein Arbeitszimmer

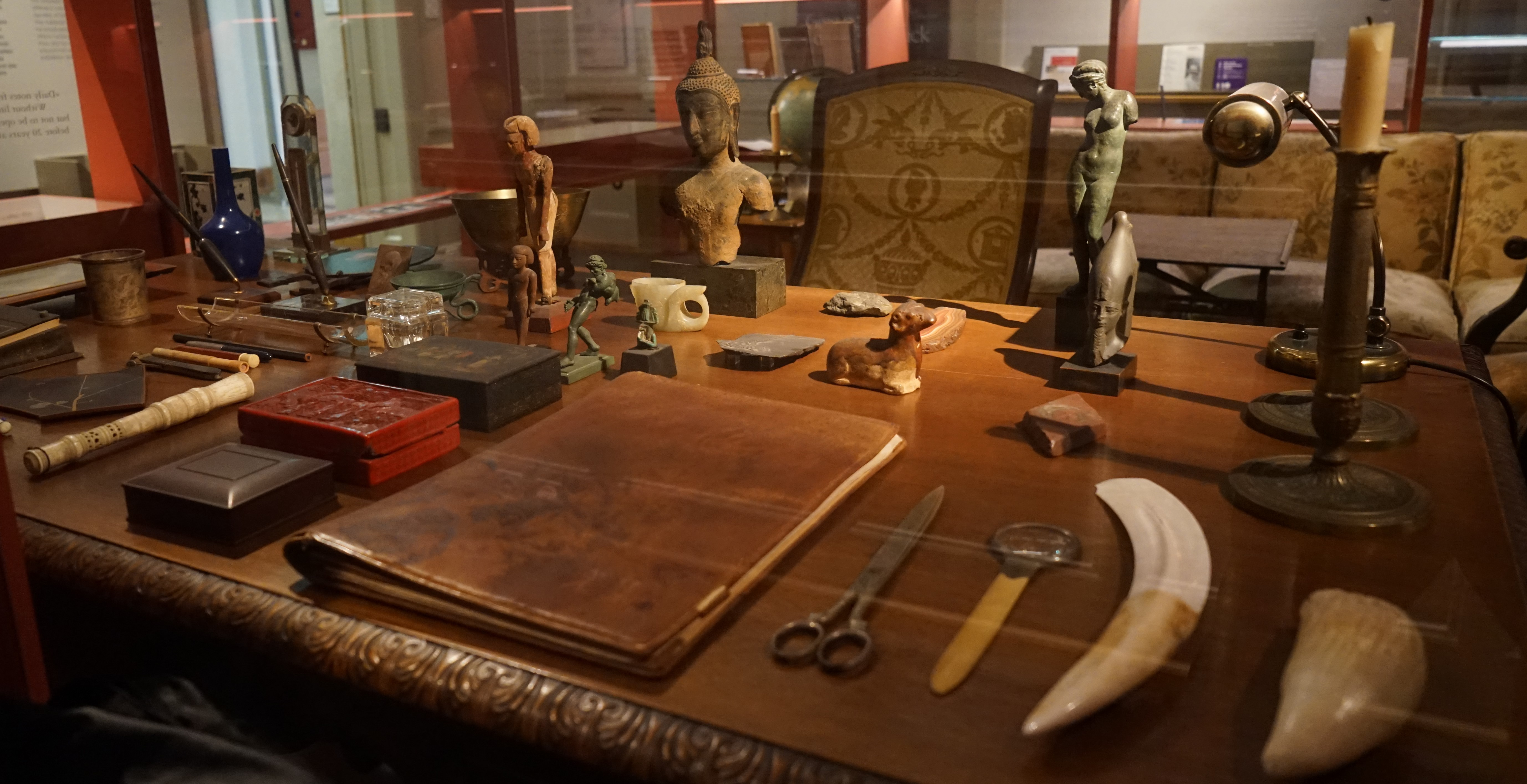
Thomas Manns Schreibtisch (2025)

Im Schreiben eingerichtet. Thomas Mann und sein Arbeitszimmer ist eine Dauerausstellung im Hauptgebäude der ETH Zürich in Zürich, Schweiz. Gezeigt werden Gegenstände aus dem Arbeitszimmer des Schriftstellers Thomas Mann, der 1929 mit dem Nobelpreis für Literatur ausgezeichnet wurde.

## Geschichte
Nach zwei Umzügen innerhalb der Stadt München war die Familie Mann 1933 gezwungen, ins Exil zu gehen. Thomas Mann emigrierte 1933 während der nationalsozialistischen Herrschaft mit seiner Frau Katia in die Schweiz und fünf Jahre später in die Vereinigten Staaten. Sein Arbeitszimmer im neu erbauten Haus in Pacific Palisades bezeichnete er als das schönste seines Lebens. Im Juni 1952 kehrte das Ehepaar mit Tochter Erika, die ihren Vater ab 1950 als «Tochter-Adjutantin» bei Korrekturarbeiten unterstützte, in die Schweiz zurück.
Zu seinem 80. Geburtstag verlieh die ETH Mann die «Würde eines Doktors der Naturwissenschaften ehrenhalber». Mann hatte zuvor mehrere philosophische Ehrendoktorate erhalten. In seinem Dankschreiben an Rektor Karl Schmid schrieb Mann «Es war eine so kühne, freie, originelle Idee, mir diesen Titel eines Doktors der Naturwissenschaften zu verleihen – ich höre nicht auf, mich daran zu ergötzen!» Mann starb zwei Monate später. Seine Witwe äusserte wenig später den Gedanken, seinen Nachlass der ETH Zürich zu schenken. Sie schrieb später an eine Bekannte: Es war eine Idee der Kinder, und ich habe zugestimmt.
In der ETH-Bibliothek wurde 1956 das Arbeitszimmer als Gedenkzimmer eingerichtet. Nach kurzer Zeit zog es in das «Bodmerhaus» um, wo das Thomas-Mann-Archiv mit dem schriftlichen Nachlass ansässig war. Archiv und Arbeitszimmer übersiedelten 2016 provisorisch auf den Campus Hönggerberg. Im März 2023 wurde die neu entworfene Dauerausstellung im Hauptgebäude der ETH eröffnet. In der benachbarten extract-Ausstellung Koloniale Spuren – Sammlungen im Kontext, die von August 2024 bis Juli 2025 lief, ergänzten die Kuratoren die Dauerausstellung um mehrere Tafeln, die die kolonialen Verflechtungen von Mann in Bezug von Herkunft, Sammelgegenständen und Texten aufzeigen.
Wohnorte des Ehepaars Mann

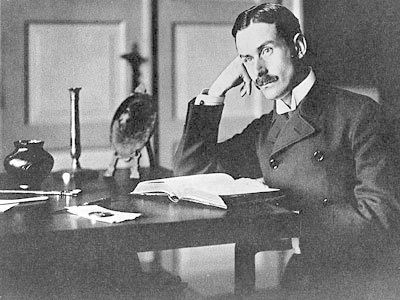
Thomas Mann am Schreibtisch, um 1905

- 1905: München, Franz-Joseph-Straße 2
- 1910: München, Mauerkircherstraße 13
- 1914: München, Poschingerstraße 1 (Thomas-Mann-Allee 10)
- 1933: Waldhotel Arosa; Lenzerheide; im Tessin; Sanary-sur-Mer
- 1933: Küsnacht, Schiedhaldenstrasse 33 (ab September)
- 1938: Princeton
- 1941: Pacific Palisades, Amalfi Drive
- 1942: Pacific Palisades, San Remo Drive Nummer 1550
- 1952: Erlenbach am Zürichsee, Glärnischstrasse 12
- 1954: Kilchberg, Alte Landstrasse 39[7]

## Einrichtung der Ausstellung
Das Arbeitszimmer wurde in einem nichtbegehbaren Kubus aufgestellt. Sichtfenster erlauben den Blick auf Mobiliar, Gegenstände, Bilder und Bücher. Auf den Besucherrundgang abgestimmt werden aussen am Kubus Fotos, Tagebuchnotizen sowie erläuternde Texte gezeigt. Es gibt Hör- sowie interaktive Stationen, die beispielsweise ein digitales Inventar durchsuchen helfen. Es gibt Apps für leichte Sprache oder einen KI-begleiteten Besuch.
Die Ausstellung im ETH-Hauptgebäude (E 43) ist an sieben Tagen der Woche für jeweils sieben Stunden geöffnet.
Die Bilddatenbank E-Pics des Thomas-Mann-Archivs zeigt mehr als 150 Fotografien mit Bezug zu Manns Arbeitszimmer.

## Arbeitszimmer

### Gegenstände

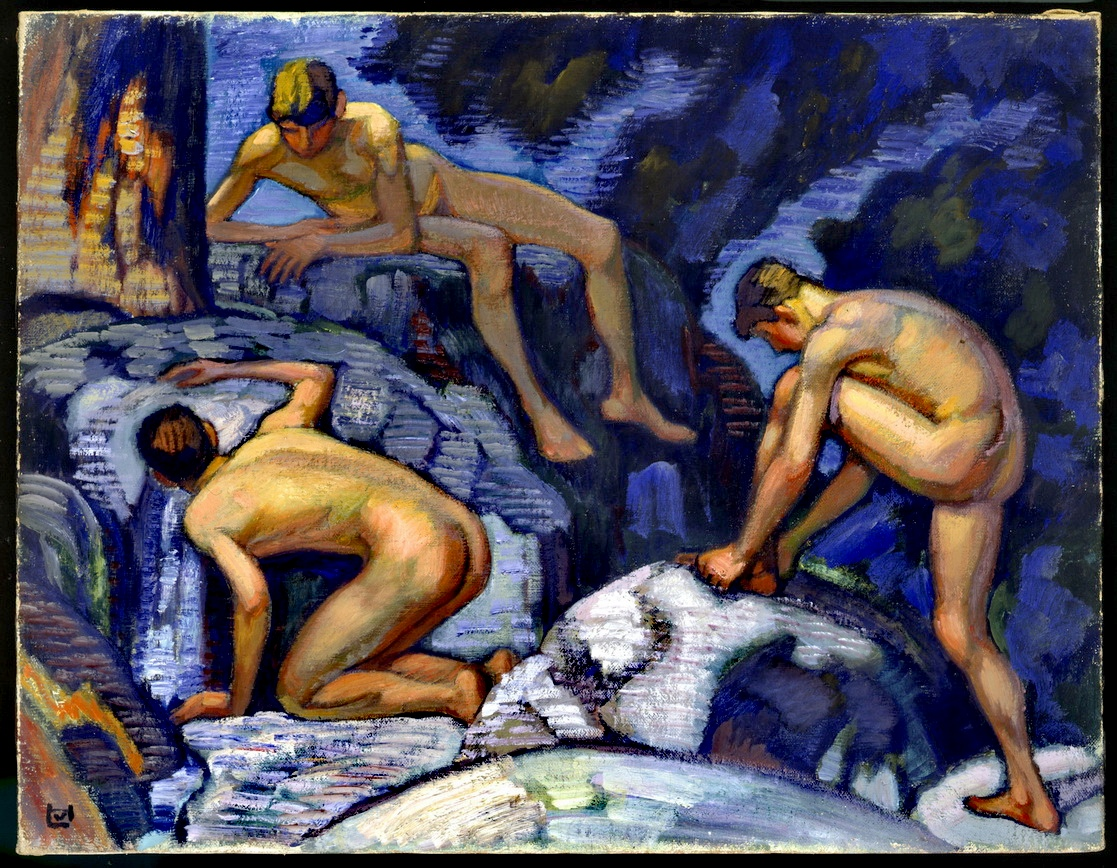
Die Quelle, Ludwig von Hofmann, 1913

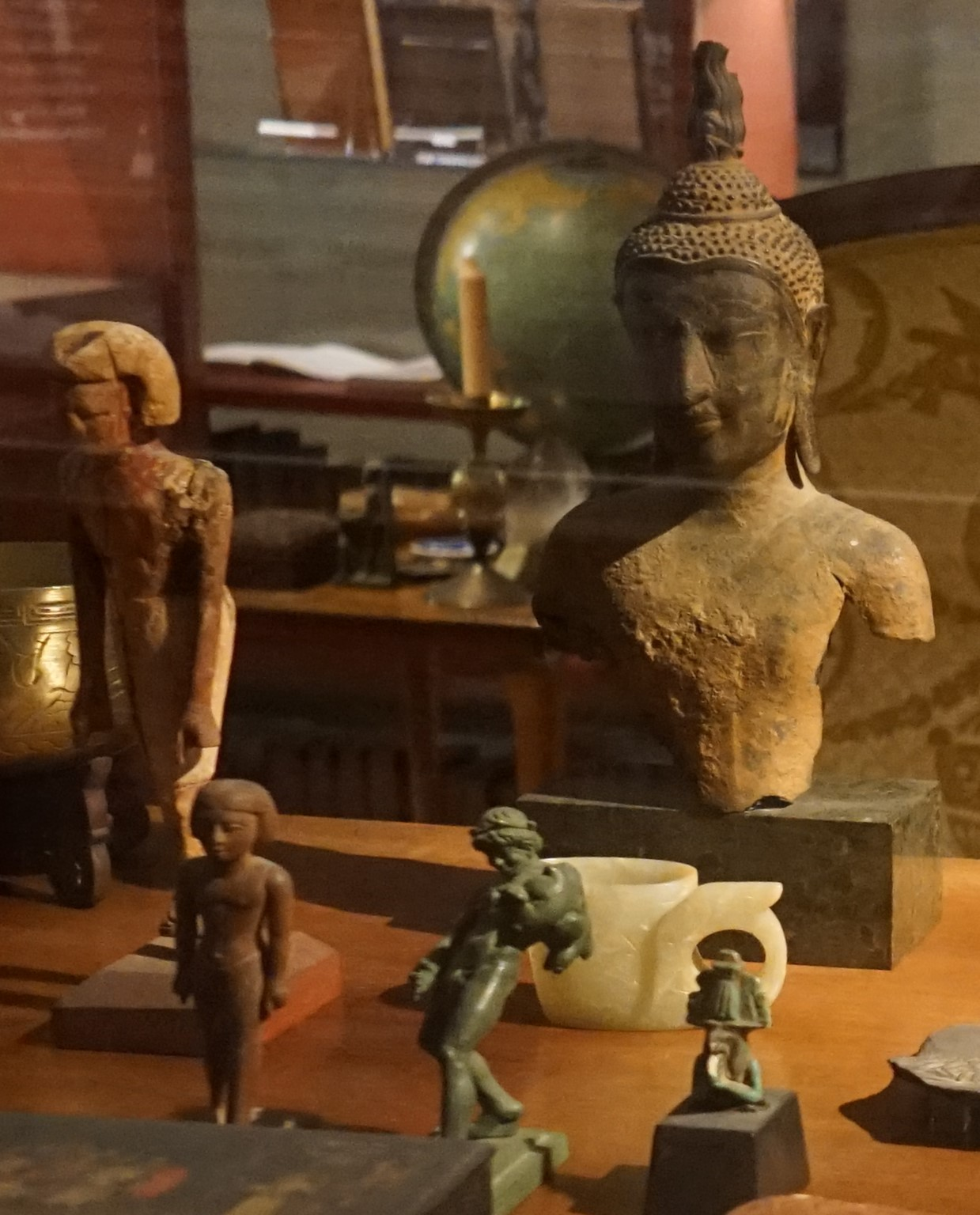
«Siam-Krieger» und «ägyptischer Diener» (ganz links)

Im Lauf der Zeit änderte sich von 1905 bis 1955 die Zusammensetzung von Möbeln und Gegenständen. Zwei Messingleuchter standen seit 1905 bis an das Lebensende auf den Schreibtischen Manns. Das Aktgemälde Die Quelle stammt von dem Darmstädter Maler Ludwig von Hofmann. Der Schriftsteller erwarb das Bild mit drei nackten Jünglingen 1914. Es erhielt nach jedem Umzug eine «Schlüsselposition».

### Schreibtisch
Zentrales Ausstellungsstück ist der Schreibtisch. Er wurde vor 1900 im Stil des englischen Rokokos aus massivem Nadelholz angefertigt und mit Mahagoni furniert. Er hat «Cabriole Legs» mit Ball- und Klauenfüssen. Mann hatte den Tisch 1930 vermutlich bei dem Münchener Kunst- und Antiquitätenhändler Kurt Bernheimer gekauft. Das Möbelstück begleitete Mann auf den weiteren Stationen bis zu seinem Tod. Die Anordnung der Objekte auf dem Tisch entspricht jener in seinem letzten Wohnhaus in Kilchberg. Die stets gleiche Anordnung der Gegenstände entsprach den festen Angewohnheiten Manns bei seiner Arbeit.
Zu den Gegenständen, die Mann in seinen Werken erwähnt, gehören Seelilien in einer prähistorischen Schieferplatte, Mineralien bzw. Steine oder Zigarettendosen, die möglicherweise sein Sohn Klaus mit dem russischen Honorar des Vaters in Moskau erworben hatte. Sowohl Manns literarische Figuren Thomas Budenbroock als auch Clawdia Chauchat bewahren ihre Zigaretten in mit einer Troika geschmückten Lackdose auf.
Die Nachbildung eines Buddhakopfes aus dem 14. Jahrhundert kommt in Manns Tagebüchern mehrmals vor. Er stellte sie nach jedem Umzug erneut auf und notierte im Oktober 1938 in Princeton: Dies das Erste, was ich am eigenen Tisch schreibe, angesichts des schönen Siam-Kriegers. Eine ägyptische Grabfigur aus Holz, die um 1900 v. Chr. entstand, bezeichnete Mann im Tagebuch als ägyptischen Diener.

## Dokumente zur Arbeitsweise Thomas Manns
Bei der Vorbereitung zu seinen Texten sammelte Mann Material und fertigte Notizen an. Er las Romane, Reiseführer, wissenschaftliche Werke und Lexika. Zum Roman Bekenntnisse des Hochstaplers Felix Krull entstanden zwischen 1905 und 1954 Notizen zu unterschiedlichen Themen auf mehr als 100 Blättern. Mann skizzierte den Rheingau, listete Aufenthaltsorte von Krull auf und legte Listen mit Namen von Adligen an. Die Unterschriften des «Louis Marquis de Venosta» sowie von «E. Krull» Felix’ Vater übte Mann mehrfach. Im Gespräch mit Felix Krull sagt die Romanfigur des Professors Kuckuck, die Seelilie sei im Kreis der Stachelhäuter wohl die altertümlichste Gruppe. Diese Passage übernahm Mann aus dem Werk «Allgemeine Biologie» von Paul Kammerer wörtlich, die weitere Beschreibung formulierte er in eigenen Worten.
Mann hatte einen strengen Zeitplan mit festen Ritualen, an den er sich auch auf seinen Reisen hielt. Grundsätzlich arbeitete er nur morgens an seinen Büchern. Nach Essen und Mittagsschlaf schrieb und beantwortete Mann Briefe und las Korrektur. Da er unterschiedliche Tintenfarben benutzte, hatte er mehrere Ständer mit Füllfederhaltern. Abends hörte Mann oft Musik bzw. stellte «Grammophon-Konzerte» für die Familie zusammen oder las ihnen und Freunden neue Texte vor. Da er 1946 an der Lunge operiert wurde, arbeitete er dann oft vom Sofa aus und benutzte Klemmbretter als Schreibunterlage.
Aus konservatorischen Gründen zeigt die Ausstellung Faksimiles seiner handschriftlichen Notizen und Aufzeichnungen statt der Originale.

## Belege
1. ↑  Im Schreiben eingerichtet. Thomas Mann und sein Arbeitszimmer. [2023]. Nr. 2.14.
2. ↑  Im Schreiben eingerichtet. Thomas Mann und sein Arbeitszimmer. [2023]. Nr. 4.
3. ↑  Im Schreiben eingerichtet. Thomas Mann und sein Arbeitszimmer. [2023]. Nr. 2.2.
4. ↑  Im Schreiben eingerichtet. Thomas Mann und sein Arbeitszimmer. [2023]. Nr. 1.2.
5. ↑  Im Schreiben eingerichtet. Thomas Mann und sein Arbeitszimmer. [2023]. Nr. 1.3.
6. ↑  Ausstellungsarchiv. In: extract. ETH-Bibliothek / Sammlungen und Archive der ETH Zürich, abgerufen am 13. August 2025.
7. 1 2  Schreibtisch auf Reisen. In: Im Schreiben eingerichtet. Thomas Mann und sein Arbeitszimmer. [2023]. Nr. 2.4–15.
8. ↑  Ausstellungen – Im Schreiben eingerichtet. Thomas Mann und sein Arbeitszimmer. In: tma.ethz.ch. Abgerufen am 7. August 2025.
9. ↑  Suchanfrage nach «Arbeitszimmer» in der Bilddatenbank tma.e-pics.ethz.ch.
10. ↑  Im Schreiben eingerichtet. Thomas Mann und sein Arbeitszimmer. [2023]. Nr. 2.4, 2.9.
11. ↑  Ausstellungstext 2.9
12. 1 2  Auswahl an Gegenständen. In: Im Schreiben eingerichtet. Thomas Mann und sein Arbeitszimmer. [2023]. Kap. [5].
13. ↑  Im Schreiben eingerichtet. Thomas Mann und sein Arbeitszimmer. [2023]. Nr. 3.5.
14. ↑  Ägyptische Grabfigur auf tma.e-pics.ethz.ch. Abgerufen am 7. August 2025.
15. ↑  Im Schreiben eingerichtet. Thomas Mann und sein Arbeitszimmer. [2023]. Nr. 4.3.
16. ↑  Im Schreiben eingerichtet. Thomas Mann und sein Arbeitszimmer. [2023]. Nr. 4.6, 4.10.
17. ↑  Im Schreiben eingerichtet. Thomas Mann und sein Arbeitszimmer. [2023]. Nr. 4.7–4.8.
18. ↑  Feste Rituale. In: Im Schreiben eingerichtet. Thomas Mann und sein Arbeitszimmer. [2023]. Kap. 3.
19. ↑  Im Schreiben eingerichtet. Thomas Mann und sein Arbeitszimmer. [2023]. Nr. 3.7.

Koordinaten: 47° 22′ 33,3″ N, 8° 32′ 53″ O; CH1903: 683786 / 247823